# Hjortshøj
Hjortshøj – miasto w Danii, w regionie Jutlandia Środkowa, w gminie Aarhus.